# Santiago Iglesias
Santiago Iglesias Pantín (La Coruña, 22 de febrero de 1872-Washington D. C., 5 de febrero de 1939) fue un político puertorriqueño, líder de los trabajadores y organizador del primer partido socialista de Puerto Rico.

## Biografía
Nacido en la ciudad de La Coruña en la actual comunidad autónoma de Galicia, al noroeste de España, su deseo de conocer el mundo le llevó a embarcarse en 1887, a la edad de quince años. Llegó a La Habana, capital de la entonces Capitanía General de Cuba, donde participó en la organización de actividades sindicales. En 1896 dejó Cuba al ser requerido por las autoridades españolas debido a su adhesión al movimiento revolucionario cubano.
Se embarcó de nuevo para viajar a Inglaterra; sin embargo, desembarcó en Puerto Rico. En mayo de 1897 fundó Ensayo Obrero, un periódico partidario de la sindicalización de los trabajadores puertorriqueños. Fue encarcelado por el recién instituido régimen autonomista. Después de pasar 8 años en prisión, él junto a otros prisioneros políticos fue excarcelado a petición del Gobierno de Estados Unidos tras la ocupación de la isla por parte de las fuerzas norteamericanas.
Tras su salida de la cárcel, Santiago Iglesias continuó con sus actividades sindicales, que llamaron la atención del gobernador militar, general John R. Brooke, quien intercedió en su favor cuando España solicitó su extradición. Brooke también le permitió continuar su tarea organizativa en el mundo sindical. En octubre de 1898 ayudó a fundar la Federación Regional de Trabajadores y Porvenir Social, un periódico que se publicó hasta 1900.

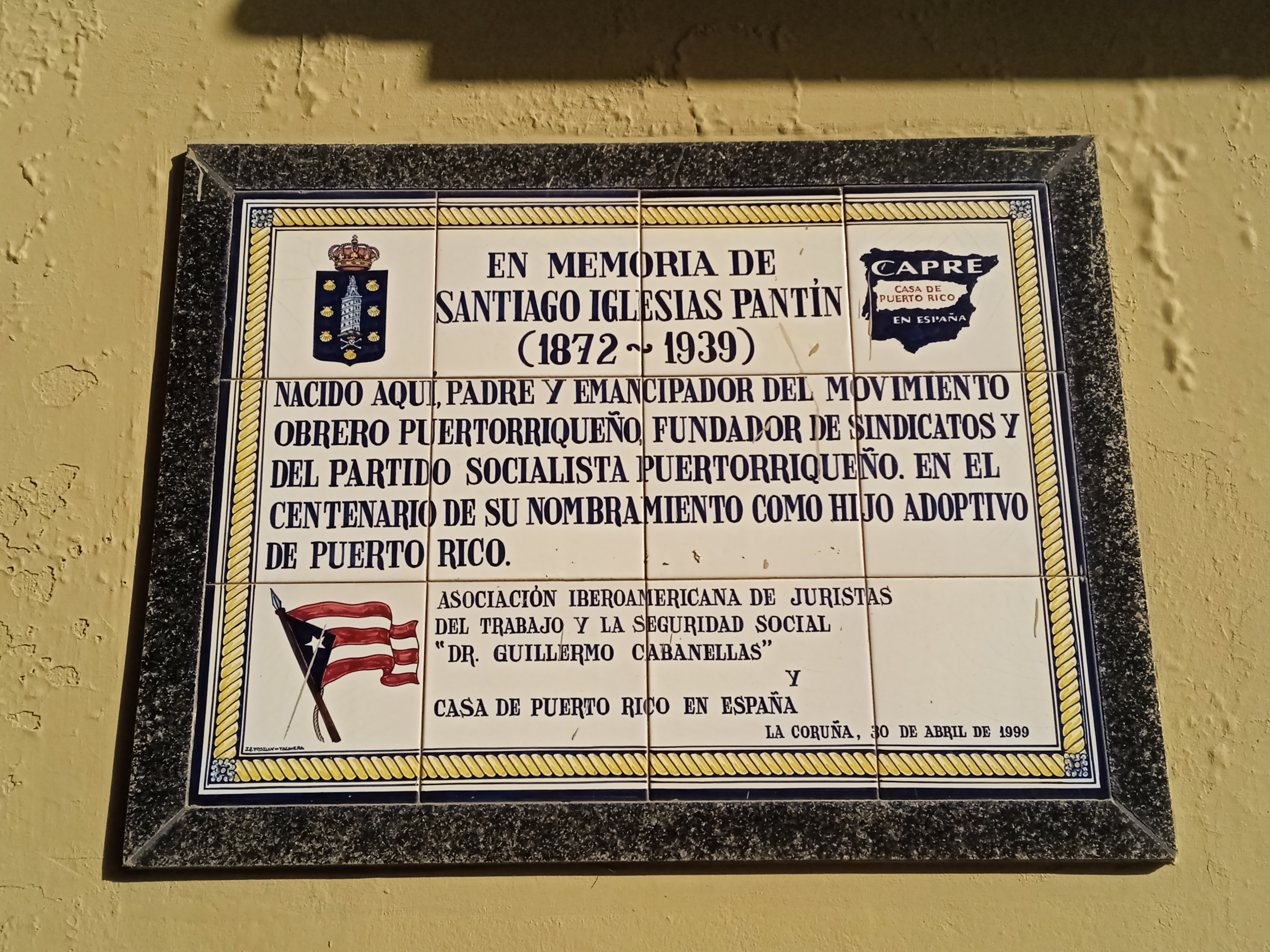
Placa conmemorativa de Santiago Iglesias en su casa de nacimiento, en La Coruña.

Ese año viajó a Estados Unidos, donde conoció y estableció relaciones con el presidente de la Federación Americana de los Trabajadores (AFL), Samuel Gompers, quien le designó organizador general de la AFL para Puerto Rico y Cuba.
Regresó a Puerto Rico, donde organizó sindicatos a lo largo de la isla, y en 1903 fundó el periódico Unión Obrera. Tres años más tarde se convirtió en uno de los fundadores de la Federación Libre de Trabajadores Puertorriqueños, que se afilió con la AFL. En 1908 fue candidato por esta Federación para comisionado residente del Congreso de los Estados Unidos, pero fue derrotado por Tulio Larrínaga.
Santiago creía que la estadidad - que Puerto Rico se integrase como un estado más en los Estados Unidos - era necesaria para mejorar las condiciones de los trabajadores de Puerto Rico. De acuerdo con este postulado, en 1914 fundó el periódico Justicia Social, que se publicó hasta 1925. En 1915 organizó el Partido Socialista, que hizo campaña en favor de la estadidad. Bajo su liderazgo el partido creció rápidamente. En 1916, como líder socialista, fue elegido senador de la isla, cargo que ocupó hasta 1932. Durante este tiempo participó en el movimiento internacional de los trabajadores como secretario de la Federación de los Trabajadores Panamericana desde 1927 hasta 1933.
El 8 de noviembre de 1932 fue elegido por un periodo de cuatro años como comisionado residente en la Cámara de Representantes de Estados Unidos. Su victoria fue el resultado de una coalición entre el Partido de Unión Republicana y el Partido Socialista. En el Congreso perteneció al Comité de Asuntos Insulares, de Agricultura, Comité de los Trabajadores y el Comité Territorial.
Introdujo numerosas propuestas de ley para mejorar la vida económica, política, industrial y agrícola de Puerto Rico, incluyendo una medida para enmendar la Ley Orgánica que concediera al pueblo de la isla el derecho a elegir su propio gobernador. Presentó también proyectos de ley que permitieran al pueblo puertorriqueño la forma de Constitución y gobierno, así como ser admitido dentro de la Unión con iguales oportunidades que los demás estados. No obstante, estas propuestas no progresaron.
Como comisionado residente, continuó el trabajo de sus predecesores para ampliar las ventajas sociales y las leyes federales. Tuvo éxito en la inclusión de numerosos beneficios y leyes, como la Ley Federal de Carreteras, la Ley Bankhead-Jones que financió el desarrollo de la experimentación agrícola, la Ley de Control de los Suburbios, que ayudó a reducir la infección de malaria de los barrios más pobres, y la exención del pago de un impuesto a los barcos de vapor entre Puerto Rico y el continente, lo que ayudó al crecimiento del turismo.
Santiago Iglesias murió en Washington D. C. el 5 de diciembre de 1939.